# 71-й Бєльовський піхотний полк
71-й Бєльовський піхотний полк (рос. дореф. Бѣлевскій 71-й пѣхотный полкъ) — піхотна військова частина  Російської імператорської армії.
- Старшинство — 15 грудня 1763 року.
- Полкове св'ято — День Святої Трійці.

## Дислокація
16 червня 1764 року Указом, п.3 "Даним полкам неодмінні квартири визначаються в нижче описаних містах і по їх повітах: ... Белевскому в Гадич ..."
1820 - Зарайськ Рязанської губернії. Полк входив до складу 15-ї піхотної дивізії. Другий батальйон полку в Слобідсько-Українська губернія при поселеній 2-й уланській дивізії

## Історія

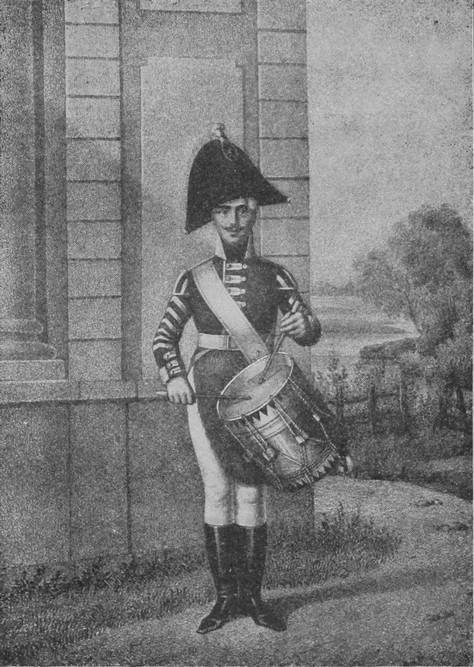
Мушкетерський барабанщик Бєльовського мушкетерського полка (1802—1803 рр.)

### Ландміліцький полк1731-1763
В 1731 році, генералом Таракановим почалося будівництво фортець Української оборонної лінії де передбачалось розмістити 20 ландміліційних полків. Серед сформованих ландміліційних полків був сформований у місті Бєльові Тульської губернії Білгородським військовим столом, Бєльовський полк. Саме від назви міста Бєльова полк і отримує свою назву. Його батальйони розміщувалися у фортецях Української лінії: 1-й батальйон полку (Іоаннівська фортеця), 2-й батальйон полку (Бєльовська фортеця чи Десята фортеця). Указом від 15 грудня 1763 року 20 ландміліцьких полків було перетворено на 10 піших полків та один кінний полк — Борисоглібський драгунський. 11 полків склали Українську дивізію.

### Піхотний полк 1763-1918
Полк було сформовано 15 грудня 1763 року у складі 2-х батальйонів. Кожен батальйон налічував:1 гренадерську та 5 мушкетерських рот. Полк було включено до числа піших полків Українського корпусу.
16 червня 1764 року Імператорського указу з урядуючого Сенату, п.2 "надалі утримувати в усьому за знову конфірмованим піхотним ландміліцьким полком штату, всього десять піхотних, а саме: ... Бєльовський..."
16 січня 1769 року полк найменований Бєльовським піхотним полком.
В 1796 році полк перейменований з піхотного в мушкетерський.
31 жовтня 1798 року полк названий на ім'я свого шефа «Мушкетерським генерал-майора Мансурова 1-го полком».
29 березня 1801 року полк названий, як і раніше, Бєльовським мушкетерським полком.
З 1802 року полк приведений до складу 3-х батальйонів: 1-го гренадерського і 2-х мушкетерських, кожен з 4 рот. 
16 травня 1803 року одна рота відрахована на формування Вологодського мушкетерського полку, а натомість замість неї сформована нова. 
З 1804 по 1819 роки Бєльовський полк ніс службу на Кавказі.
У 1815 році він увійшов до складу Окремого Грузинського корпусу і перебував у 19-й піхотній дивізії. 
У 1819 році російський імператор Олександр I, в указі даному генералу О.П. Єрмолову, не знаходячи можливим збільшити склад корпусу новими полками, наказав вислати 10 полків на одноразове укомплектування Грузинського корпусу. У міру укомплектування полків, що залишаються в Грузії та на лінії, генералу Єрмолову наказувалося відсилати кадри 11 полків, серед них і Бєльовського полку, назад. 4 листопада, наказом генерала Єрмолова, Бєльовський полк був з'єднаний з Мінгрельським, основні кадри полку під назвою Бєльовського полку були повернуті до Європейської частини імперії.
11 травня 1825 року імператор наказав ці перейменування вважати недійсними, Бєльовському полку вважати своє старшинство з 1763 року, а Мінгрельському полку - з 1806 року.
У 1830 році 1-й і 2-й батальйони Бєльовського полку найменовані діючими, а 3-й - резервним. 
16 лютого 1831 року 3-й резервний батальйон полку було відраховано на формування Люблинського піхотного полку, а натомість його сформовано новий.
28 січня 1833 року полк перейменовано на єгерський і, з приєднанням до нього 31-го єгерського полку, приведений до складу 4 батальйонів дійсних і 2 резервних.
У 1834 році скасовано 6-й резервний батальйон, а в 1842 році - 5-й; всі батальйони зрівняні. 
23 лютого 1845 року 3-й батальйон полку надійшов на укомплектування Люблінського єгерського полку, а натомість його сформовано новий.
У 1854 році, під час Кримської війни, Бєльовський полк у складі 18-ї дивізії брав участь у військових діях на кавказькому театрі війни, знаходився в битві при Кюрюк-Дара та штурмі Карсу. Служба полку відзначена подарунком йому знаків за відмінність у 1854 році.
У 1856 році полк названий Бєльовським піхотним, а в 1864 році найменований 71-м піхотним Бєльовським полком. Під час російсько-турецької війни 1877-1878 рр. полк входив до складу 14-го армійського корпусу і знаходився в Нижньо-Дунайському загоні генерала Циммермана, в боях на Буджакських висотах і при взятті міста Меджидія.
У 1879 році в складі полку було сформовано 4-й батальйон.
Полк - активний учасник Першої світової війни, зокрема Віленської операції.

## Відзнаки
1. полковий прапор простий, з написом: «1763-1863», з Олександрівською ювілейною стрічкою;
2. знаки нагрудні для офіцерів і на головні убори для нижніх чинів, з написом: «За відмінність у 1854 р.», надані полку 30 серпня 1856 р.

## Однострій

### Однострій 1736 року
Мундир ландмілійних полків складався з білих каптанів з червоною обробкою, червоних камзолів, козлових штанів, білих і чорних капелюхів — все на кшталт армійських. У кінному строю ландміліціонери використовували чоботи з клапанами, накладними шпорами і штибель-манжетами, а в пішому - черевики зі штиблетами з грубого полотна. Гренадери замість капелюхів мали білі гренадерські високі шапки-ковпаки з червоною обробкою і мідною бляхою на лобі з гербом полку — також за типом армійських. 

### Франко-російська війна1812року
Однострої піхотного зразка, окрім піхоти носили у пішій артилерії, а також піонерні та морські полки. 
Мундир з темно-зеленого сукна, піхотного типу, двобортний, до талії (без юбки), який мав позаду фалди. Комір зрізаний під прямим кутом, застібався до верху на три гачки. Лівий борт мундиру, заходив на правий і застібався  на шість пласких металевих ґудзиків. На лівий борт симетрично нашивалися такі ж ґудзики. Рукав мундиру закінчувався обшлагом, на який перпендикулярно нашивався клапан з 3 ґудзиками. Мундир мав два погони, зрізані у коміра кутом; цією стороною погон застібався на ґудзик. Фалди мундиру мали відвороти, які звужувалися у талії, а позаду вигиналися настільки, щоб кути відворотів зійшлися поміж собою і в цьому місці нашивався ґудзик. Такі ж ґудзики нашивалися позаду на ліфі, у місці приєднання фалд, у шов спинки. 
Колір коміра, погон, клапанів і обкладки фалд був по полкам та по роду зброї, а саме: комір, обшлага і обкладка фалд в полках важкої піхоти – червоний, єгерських полках – темно-зелені, з червоною облямівкою по вільному краю. У морських полках облямівка замість червоної, була біла. У артилерії та піонерів ті ж частини мундирів були чорні з червоною облямівкою по зовнішньому краю. Рукавні клапани у полків важкої піхоти були темно-зелені без облямівки, у єгерів, артилерії, піонерів, такі ж самі, але з червоною облямівкою; у морських полках облямівка клапану була біла.
Погони у всіх гвардійських та гренадерських полках, а також в перших піхотних та морських полках дивізії – червоні, в других – білі, в третіх – жовті, в четвертих – темно-зелені з червоною облямівкою по вільному краю.  У перших єгерських полків дивізії погони були – жовті, у других – світло-сині. В артилерії погони були червоні, а у піонерів в першому полку – червоні, в другому – білі. Металевий прибор у піонерів білий (олов’яні ґудзики), у інших частин – жовтий (мідні ґудзики). В армійських частинах на погон нашивалася цифра з шнура: на жовтих та білих погонах – з червоного шнура; на червоних, світло-синіх, темно-зелених погонах – з жовтого шнура. В гренадерських полках, на погоні нашивалася перша літера назви полку, а в піхотних, єгерських, морських полках – номер дивізії. В артилерії нашивався номер роти з додаванням першої літери назви (Б-батарейні роти, Л-легкі роти, П-понтонні роти). В піонерських полках: в першому – 1П, в другому – 2П. Знаком розрізнення гвардійців та лейб-гренадер, були басонні петлиці в два ряди на комірі та в три ряди на клапані обшлагу (гвардія- жовті, лейб-гренадери – білі). 
Панталони зимні суконні, вузькі: у важкої піхоти - білі без облямівки, у єгерських і морських полків – темно-зелені з облямівкою по шву (у перших червона, у других – біла), у артилерії - темно-зелені без облямівки, у понтонних ротах та піонерських полках – сірі без облямівки. Літні панталони у всіх однакові, білі полотняні.     
Ківера на початку 1812 року встановлені низькі з розвалом та вигином у верхній частині. Ковпак був з чорного сукна, дно, верхній та нижній краї обшиті шкірою. Попереду, шкіряний козир, посередині герб, зверху ріпійок-кокарда. З боків застібки у вигляді паску, з нашитою металевою лускою. Етишкети були в піхоті були білі, в артилерії і піонерських полках – червоні. Ріпійки були овальні, кольору окремого в кожній роті. В полках гвардійської важкої піхоти і в гренадерських полках всі нижні чини, а в піхотних та єгерських полках чини гренадерських взводів, гренадерських рот, мали на ківерах високі чорні, закруглені зверху султани. Султани вставлялися позаду ріпійка. Герб був зі штампової жерсті у піонерів, жовтої міді – у інших армійських частин. В гренадерських і морських полках, а також в гренадерських ротах піхотних та єгерських полків і саперних ротах піонерських полків – гренади були з трьома полум’ям; в інших ротах- з одним полум’ям; гвардійській піхоті гербом слугував орел зразку 1808 року з червоної міді. У гвардійській артилерії гербом слугував орел з арматурою з гармат та ядер, в армійській артилерії гренада з одним полум’ям, зі схрещеними гарматами зверху.  
Фуражні кашкети були суконні, з тулією темно-зеленого сукна та кольоровою околією (важка піхота – червоний, морська та єгерські полки- темно-зелений, у піонерів та артилерії – чорний). Облямівка поверху кашкета та околі, особливого для кожної роти, поєднання. На околю кашкета нашивався номер і початкова літера назва роти (для гвардійських «Гр.Р.», для інших «Р.»). 
Шинель грубого сірого сукна, однобортна, застібалася на сім ґудзиків Шинель мала стоячий комір, як у мундиру (в гвардії без петлиць). 
Унтер офіцери мали галунну обшивку (колір відповідав металевому прибору), по вільному краю коміра і обшлагів мундиру. В тих частинах де військовики мали султани на ківерах, унтер-офіцери їх мали також, але не суцільно чорні, а з білим верхів’ям та вертикальною помаранчевою смужкою. Ріпійки на ківері, були не кольорові, а діагонально розділені на чотири частини (верхня та нижня - сірі, ліва та права – білі).
Нестройові чини, мали особливий однострій: кашкет з козирком, однобортний мундир (з 6 ґудзиками) та чакчири – все сірого сукна. По околі та тулії кашкету, по вільному краю коміра, обшлагів, обшлажних клапанів мундиру і по шву чакчир – облямівка відповідного кольору. Така ж облямівка нашивалася з обох боків на сірій стрічці, яка нашивалася на відвороти фалд і по краям дворядного сірого лампасу на чакчирах. Колір облямівки був: червоний – важка піхота, темно-зелений – легка піхота, чорна – спеціальні війська. Погони були лише в гвардії (в піхоті кольору околі кашкетів стройових чинів, в артилерії – червоні). В гвардії також нашивалися петлиці: один ряд – комір, три ряди – облажні клапани. Нестройові унтер-офіцерського звання, носили такі ж галуни як і стройові унтер-офіцери. 
Офіцерський мундир, був того ж крою, що і у нижніх чинів. Але замість погон на ньому були еполет, для пристібання яких на комірі було передбачено ґудзика біля коміру, а поперек плеча нашивався контр-погон з мундирного сукна. Ґудзики мундирів були золотисті чи сріблясті. Мундири гвардійських та лейб-гренадерських офіцерів мали особливе шиття чи петлиці на комірах та на клапанах обшлагів. Вигляд шиття та петлиць в кожній гвардійській чи лейб-гренадерській частині був особливий. Еполети були кольору металевого прибору, поле еполету: в гвардії з золоченої рогожки, в інших частинах суконне, кольору погонів нижніх чинів. Літери і цифри на еполетах, такі ж самі як на погонах у нижніх чинів, але з срібного чи золотого шнура. Виток навколо широкої часті еполету був дворядний у піхоті (внутрішній тонкий, зовнішній широкий) та однорядний широкий в артилерії та у піонерів. Еполети штаб-офіцерів мали тонку бахрому (як внутрішній виток), а генералів товсту бахрому (як зовнішній виток). Ківера офіцерів, аналогічні тим, що використовували нижні чини, але металевий прибор визолочений чи висріблений, кокарда срібна, з внзелем імператора на чорно-помаранчевому тлі. В полках і відділках які мали султани на ківерах, офіцери також мали чорні султани, як у рядових. Офіцерський кашкет, як у нижніх чинів, але без ротних облямівок, номеру роти, а також мав козирок. Офіцерський капелюх мав галунну петлицю, в нижній частині якої розміщувався ґудзик, також кокарду у вигляді чорної розетки з помаранчевою облямівкою. Зверху капелюху був чорний султан з пір’я півня. Офіцери поза строєм одягали темно-зелені сюртуки та панталони. Офіцерські сюртуки, темно-зеленого мундирного сукна, покрою як мундир, але поли були нижче коліна. Обшлаги сюртуків, без клапанів, кольору як і на мундирі. Шинелі, як у нижніх чинів, але без погонів. Штаб-офіцери мали еполети з бахромою та золочений нагрудний знав (горжет). Обер-офіцери мали еполети без бахроми, чин офіцера вказувався по комбінації матеріалів (золото та срібло) поля та кайми офіцерського знаку, орла на офіцерському знаці. Генерали ківерів та нагрудних знаків не носили, на еполетах була товста бахрома. 
Чини Бєльовського піхотного полку, мали на темно-зеленому мундирі червоні коміри, обшлаги (з темно-зеленими клапанами), відвороти фалд. Погони нижніх чинів та поле офіцерського погону були жовтого кольору (як у 3-го полку дивізії) на якому була цифра (номер дивізії) «19».   

## Шефи полку

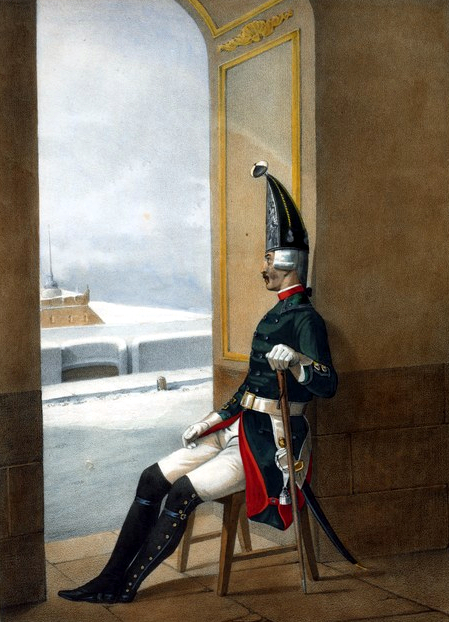
Гренадерський унтер-офіцер Бєльовського мушкетерського полку. 1797-1801 рр.

- 03.12.1796-09.10.1797 - генерал-майор Текутьєв Микола Григорович
- 09.10.1797-30.08.1804 - генерал-майор (з 24.09.1799 генерал-лейтенант) Мансуров Петро Іванович 1-й
- 30.08.1804-14.01.1809 - генерал-майор Рикгоф Іон Іонович
- 14.01.1809-01.01.1810 - полковник Бібіков
- 01.01.1810-22.06.1815 - полковник Мерліні Станіслав Дем'янович

## Командири полку
- 15.01.1731-? - полковник Колітін Єремей
- 19.03.1736 - полковник Деобі (Додаток VII Екстракт виписаної про положення Нововоїнського штату)
- ?-1744 - підполковник Інгліс Андрій Андрійович.
- 25.04.1752 (пр. 1747) - підполковник Бартіх Крестьян Іванович (Додаток до Санкт-Петербурзьким Відомостям за 5 травня 1752 року)
- ?-2.08.1754 – полковник Деноуланд (можливо ден Уланд) Іван Карпович
- 1765 - полковник Глібов Микола
- 1776 - полковник Лівен Іван Романович
- 22.09.1779-1786 - полковник Неклюдов Сергій Васильович
- 1786-08.09.1789 - полковник Текутьєв Микола Григорович
- 01.01.1793-14.09.1797 - полковник Перхуров Петро Ілліч
- 10.09.1798-05.11.1799 - підполковник (з 22.09.1798 полковник) Велембахов Федір Микитович
- 13.10.1800-10.01.1802 - полковник Муратов Василь Андрійович
- 28.07.1802-23.12.1804 - полковник Маматказін Григорій Варламович
- 15.06.1805-15.08.1808 - підполковник (з 23.04.1806 полковник) Тарасов Микито Максимович
- 24.09.1811-10.08.1814 - майор Паш Іван Ульянович
- 22.06.1815-23.01.1816 - полковник Мерліні Станіслав Дем'янович
- 23.01.1816-хх.хх.1816 - майор Гедримович Ігнатій Антонович
- хх.хх.1816-30.08.1816 - полковник Мерліні Станіслав Дем'янович
- 28.12.1816-04.11.1819 - підполковник Згорельський Василь Гаврилович
- 04.11.1819-02.10.1827 - полковник Саф'янов Петро Анастасович
- 19.10.1827-27.12.1829 - підполковник Лук'янов Никифор Самойлович
- 01.03.1833-21.04.1833 - підполковник (з 01.03.1833 полковник) Даровський Іван Антонович
- 21.04.1833-01.02.1838 - полковник (з 28.01.1838 генерал-майор) Караніка Спиридон Варфоломійович
- 01.02.1838-29.02.1848 - підполковник (з 07.02.1838 полковник, з 06.12.1847 генерал-майор) Олександрович Володимир Дмитрович
- 29.02.1848-29.12.1851 - полковник (з 08.04.1851 генерал-майор) Залівкін Олександр Петрович
- 29.12.1851-08.04.1856 - полковник Неєлов Павло Євгенович
- 08.04.1856-27.06.1861 - полковник Берхман Едуард Федорович
- 27.06.1861-хх.хх.1862 - полковник Макаровський Платон Кирилович
- хх.хх.1862-хх.хх.1864 - полковник Шкляревич Микола Петрович
- хх.хх.1864-03.05.1866 - полковник Філіп'єв Іван Костянтинович
- хх.хх.1866-21.08.1875 - полковник Соловйов Олександр Микитович
- 21.08.1875-хх.хх.1878 - полковник Боргстрем Олександр Павлович
- хх.хх.1878-хх.хх.1879 - полковник фон Клуген[8]
- 04.05.1879-17.03.1886 - полковник Мажний Дмитро Васильович
- 01.04.1886-04.01.1891 - полковник Миколаїв Йосип Іванович[9]
- 21.01.1891-19.01.1897 - полковник (з 14.05.1896 генерал-майор) Носаржевський Казимир Доменікович
- 05.02.1897-20.04.1903 - полковник Мартсон Леонтій Володимирович
- 09.05.1903-12.11.1907 - полковник Ромашов Андрій Васильович
- 05.12.1907-18.11.1914 - полковник Бєляєв Сергій Васильович
- 23.12.1914[10]—16.02.1916 — полковник (з 28.01.1916 генерал-майор) Галкін Михайло Сергійович
- 16.02.1916-14.04.1917 - полковник Мартинов Євген Миколайович
- 28.04.1917—після 31.10.1917 — підполковник (з 28.08.1917 полковник) Махаєв Петро Павлович
- 01.12.1917-після 31.12.1917 - капітан Карпінський Дмитро Олександрович (обраний)

## Відомі люди, які служили в полку
- Лебедєв Сергій Васильович — вчений-хімік, творець синтетичного каучука.
- Лодигін Олександр Миколайович — інженер-електротехнік.
- Хряпенков Михайло Єлисійович — чекіст, керівник ГУПО НКВС СРСР.